# Єжовський
Єжо́вський (рос. Ежёвский) — починок у складі Юкаменського району Удмуртії, Росія.
Населення — 48 осіб (2010; 58 в 2002).
Національний склад (2002):
- бесерм'яни — 62 %